# Wanareja (Wanareja)
Wanareja is een bestuurslaag in het regentschap Cilacap van de provincie Midden-Java, Indonesië. Wanareja telt 10.097 inwoners (volkstelling 2010).